# Katarzyna Chałasińska-Macukow
Katarzyna Józefa Chałasińska-Macukow (ur. 20 marca 1946 w Łodzi) – polska fizyczka i nauczycielka akademicka, profesor nauk fizycznych, w latach 2005–2012 rektor Uniwersytetu Warszawskiego, w latach 2008–2012 przewodnicząca Konferencji Rektorów Akademickich Szkół Polskich.

## Życiorys
Córka Józefa Chałasińskiego, socjologa, siostra Grzegorza Chałasińskiego, chemika. Absolwentka IX Liceum Ogólnokształcącego im. Klementyny Hoffmanowej w Warszawie. Po skończeniu w 1970 studiów na Wydziale Fizyki Uniwersytetu Warszawskiego przez cztery lata pracowała w Instytucie Fizyki Politechniki Warszawskiej. Powróciła następnie na UW, gdzie została zatrudniona w Instytucie Fizyki Doświadczalnej (do 1980). W 1979 na macierzystym uniwersytecie uzyskała stopień doktora. Od 1980 związana zawodowo z Instytutem Geofizyki, zaczynając na stanowisku adiunkta. W 1988 uzyskała stopień doktor habilitowanej nauk fizycznych. W 1992 objęła stanowisko profesora nadzwyczajnego, a w 2002 profesora zwyczajnego. 20 listopada 1997 otrzymała tytuł profesora nauk fizycznych.
Pełniła szereg kierowniczych funkcji na UW. Była m.in. prodziekanem (1995–1996) i dziekanem (1996–2002) Wydziału Fizyki. W 2002 powołano ją na prorektora ds. spraw finansowych i polityki kadrowej. W 2005 zastąpiła odchodzącego po dwóch kadencjach rektora Piotra Węgleńskiego. W 2008 została wybrana na drugą kadencję, która upłynęła w 2012.
Jej obszar zainteresowań badawczych objął takie zagadnienia jak optyka informacyjna, holografia, optyczne i hybrydowe przetwarzanie informacji. Wykładała na uniwersytetach we Francji, Kanadzie i Hiszpanii.
Członkini Polskiego Towarzystwa Fizycznego (w latach 2001–2003 pełniła funkcję wiceprezesa tej organizacji, a w latach 2014–2017 była jej prezesem), Komitetu Fizyki PAN, Towarzystwa Naukowego Warszawskiego i Międzynarodowego Towarzystwa Inżynierii Optycznej (SPIE).
W latach 2008–2012 była przewodniczącą Konferencji Rektorów Akademickich Szkół Polskich.

## Odznaczenia i wyróżnienia
Odznaczona m.in. Krzyżem Oficerskim Orderu Odrodzenia Polski (2011) i francuską Legią Honorową V klasy (2013).
Uhonorowana tytułami doktora honoris causa: w 2009 Uniwersytetu Autonomicznego w Barcelonie (z którym współpracowała przez ponad 20 lat), a w 2013 Podkarpackiego Uniwersytetu Narodowego im. Wasyla Stefanyka.